# Самодіяльний український Театр ім. Шевченка (Братислава)
Самодіяльний український Театр ім. Шевченка (Братислава) — створений у 1969 році в Братиславі, Словаччина, за широкого сприяння визначного театрального митця Словаччини, українця Юрія Шерегія, а згодом, після його смерті управляється його дочкою Ольгою Грицак.

## Творення самодіяльного театру
Творцем «Самодіяльного українського Театру імені Шевченка» став Юрій Шерегій. Саме цей драматург та організатор в 1963—1969 роках був викладачем акторського й театрального мистецтва в школі мистецтв у Братиславі, де він перетинався з багатьма вихідцями з сіл Пряшівщини та іншими українцями-русинами, що жили в Словаччині. Шерегій спонукав молодь до творчої діяльності. А з виходом на пенсію у 1969 році та отримавши трохи більше часу він знову сотворив свій, черговий, театр. Спочатку то була українська театральна студія в Братиславі, членами якої стали українські студенти братиславських вишів із Пряшівщини. Реалізує з ними кілька театральних вистав, між якими знайшла своє первісне місце і прем'єра феєрії Василя Ґренджі-Донського «Скам'янілі серця» (музику написала Ольга Дутко). У 1971 році засновує в Братиславі Клуб приятелів міста Києва, який згодом приймає назву Український драматичний колектив імені Тараса Шевченка.

## Театр у XXI столітті
У XXI столітті до кормила влади в тетральній студії стала Ольга Шерегій-Грицак, дочка Юрія Шерегія. Відрадно, театр продовжив свою діяльність й отримав нові барви в свій репертуар та продовжив просвітницьку і мандрівну діяльність серед українства Словаччини та поза її межами.

## Репертуар
В репертуарі колективу:
- «Вечорниці» Петра Ніщинського,
- «Катерина» Миколи Аркаса,
- «Запорожець за Дунаєм» Семена Гулака-Артемовського